# Predrag Pavlović
Predrag Pavlović (cirill betűkkel: Предраг Павловић, Kruševac, Jugoszlávia, 1986. június 19.) szerb utánpótlás-válogatott labdarúgó.

## Debreceni VSC
2010 nyarán igazolt a magyar bajnokhoz, ahol nem váltotta be a hozzá fűzött reményeket és nem tudta beverekedni magát az első csapat keretébe. 2010 december 13-án közös megegyezéssel szerződést bontott a két fél.